# 長坂有紗
長坂 有紗（ながさか ありさ・1998年〈平成10年〉3月10日 - ）は、日本の女性モデル・レースクイーンである。
兵庫県出身。大阪府大阪市に本社を置くモデルエージェンシー『ディーバ』に所属している。愛称は「あーりん」・「店長」。

## 略歴
大学1年時、たまたま遊びに行った宮城県仙台市でスカウトされたのをきっかけに、同市に本社を置くモデルエージェンシー『モックプランニング』に入所。大学を中退し東北地方でモデル活動を始める。仙台放送の情報バラエティ番組『あらあらかしこ』にレギュラー出演する他、スポーツランドSUGOの専属レースクイーンを2019年 - 2020年の2年間務めた。
その後現事務所への移籍を機に活動拠点を近畿地方へと移し、2021年、『Pacific Fairies』の一員として自身初のSUPER GTレースクイーンを担当。更にスーパー耐久では、ピレリに代わってタイトルスポンサーとなったハンコックタイヤのイメージガールに当たる『ハンコックガール』を小泉奈央と共に担当。同年7月4日、『日本レースクイーン大賞2021』新人部門・実行委員会特別賞を受賞した。
ハンコックガールは相方が真木しおりに代わってからも継続し、2023年で3年連続となったが、同年3月12日に韓国で発生したハンコックタイヤ工場火災の影響を受け第2戦の富士を最後に降板。その後タイトルスポンサーがブリヂストンに変更された後に開催された第4戦のオートポリスから、真木と共に『テクノファーストレディ』として途中参加している。
2022年のSUPER GTでは『raffinee Lady』として参加。raffinee LadyはAKI（GUT'S DYNAMITE CABARETS）がデザインしたコスチュームが高く評価された結果、同年度の日本レースクイーン大賞・コスチュームグランプリを受賞するに至った。
2022年9月25日、raffinee Ladyのメンバーである藤井マリー・広瀬晏夕と共に、東京オートサロンのイメージガールユニット『A-class』の2023年度メンバーに選出。兵庫県出身者初のA-classメンバーとしてオートサロン初出演を果たした。またA-classで共働した花乃衣美優とは、2023年から2年間『K-tunes Racing “Win G”』でも共働している。
2023年6月28日に行われた『ミス・アース・ジャパン』大阪大会でグランプリに選ばれ、同年8月3日の日本大会では3位に当たる「ミス・ウォーター・ジャパン」を受賞した。同年12月8日 - 11日には、4年ぶりに復活した大阪モーターショーのイメージガールに当たる「ナビメイト」を務めた。

## 人物・エピソード
- 得意な料理は餃子で、自身のファンネームを「長坂餃子店」としており[雑誌 3][21]、LINE LIVEでは自らを“あーりん店長”と名乗っている[雑誌 3]。
- 極度の猫舌である。大阪モーターショー2023では、他のナビメイト3人[注 4]が控室で熱いお茶を飲んだ一方で冷たい水を飲んでいたことを明かし、更にカップ麺を食べるときは熱湯を少なめにし、出来上がりに氷を入れると力説してステージショーの観客を笑わせていた[20]。
- 特技は卓球、円周率を50桁まで言えること[雑誌 3]。
- 弟が1人いる[21]。2021年のスーパー耐久岡山戦[注 5]に弟も観戦しており、オフィシャルステージのじゃんけん大会に参戦していたことが自身のツイートで判明している[21]。

## レースクイーン歴
| 年     | カテゴリー   | チーム名                                  | 他メンバー                                            |
| ------ | ------------ | ----------------------------------------- | ----------------------------------------------------- |
| 2021年 | SUPER GT     | Pacific Fairies （PACIFIC CARGUY Racing） | 星乃ゆん・仲川しおり・名取くるみ 川瀬もえ・辻門アネラ |
| 2021年 | スーパー耐久 | ハンコックガール                          | 小泉奈央                                              |
| 2022年 | SUPER GT     | raffinee Lady （BUSOU DRAGO CORSE）       | さかいゆりや                                          |
| 2022年 | スーパー耐久 | ハンコックガール                          | 真木しおり                                            |
| 2023年 | SUPER GT     | K-tunes Racing「Win G」                   | 井上みづな・花乃衣美優                                |
| 2023年 | スーパー耐久 | ハンコックガール                          | 真木しおり                                            |
| 2023年 | スーパー耐久 | テクノファーストレディ                    | 真木しおり 河村理紗 篠田奏心                          |
| 2024年 | SUPER GT     | K-tunes Racing「Win G」                   | 花乃衣美優・川田明日未                                |
| 2024年 | D1グランプリ | SHARK GIRL                                | 葵成美・真木しおり                                    |

## 出演

### テレビ番組
- あらあらかしこ（仙台放送・2018年12月8日[3] - 2020年頃まで）
- UP!アップ!関ガール シーズン2（テレビ岸和田・2020年10月 - ）- 関ガール[23][雑誌 1]
- ○○シカ勝たん!（近鉄ケーブルネットワーク・2020年12月 - ）- ○シカガール[24]
- 京見新々〜きょうみしんしん〜（ZTV京都放送局コミュニティチャンネル、KCN京都ファミリーチャンネル）-レギュラーアシスタント

### その他
- 第2回ミス美しい20代コンテスト ファイナリスト (2018年)
- 園田競馬場「そのだ金曜ナイター」イメージガール『SKNフラッシュ8』（2022年）[25]
- 大阪モーターショー2023「ナビメイト」（2023年12月8日 - 11日、インテックス大阪）[注 4]